# Sigurd Schou
Sigurd Sølver Schou (født 30. juli 1875 i København ; død 20. november 1944 i København) var en dansk maler.
Schou var søn af malermester Peter Christian Schou og Maria Bornemanna Sølver og giftede sig 1921 med Ellen Engel. Han studerede på Teknisk Skole og Det Kongelige Danske Kunstakademi i København 1897-98. 
Schou opholdt sig i Sverige i 1929 og 1931 og lavede derefter en række smålandske landskaber. Han deltog i en årrække i Charlottenborg-udstillingen, Kunstnernes Efterårsudstilling og novemberudstillingerne i København. 
Hans kunst består af landskabsmalerier fra Danmark, Italien, Grønland og Sverige.
| - Værker af Sigurd Schou - Symbolistisk landskab med kvinde fra Ermelunden, ca. 1905 - Aften ved Tisvilde, 1915 - Kystparti fra Hornbæk, 1917 - Bondemand ved sin gård, 1918 - Parti fra Grønland med isbjerge i baggrunden, 1937 - Parti fra Grønland med kajak, 1937 - En landsby i sneen - Landskab med bjerge i baggrunden - Bakket landskab med klipper |